# Orø Sogn
Orø Sogn 

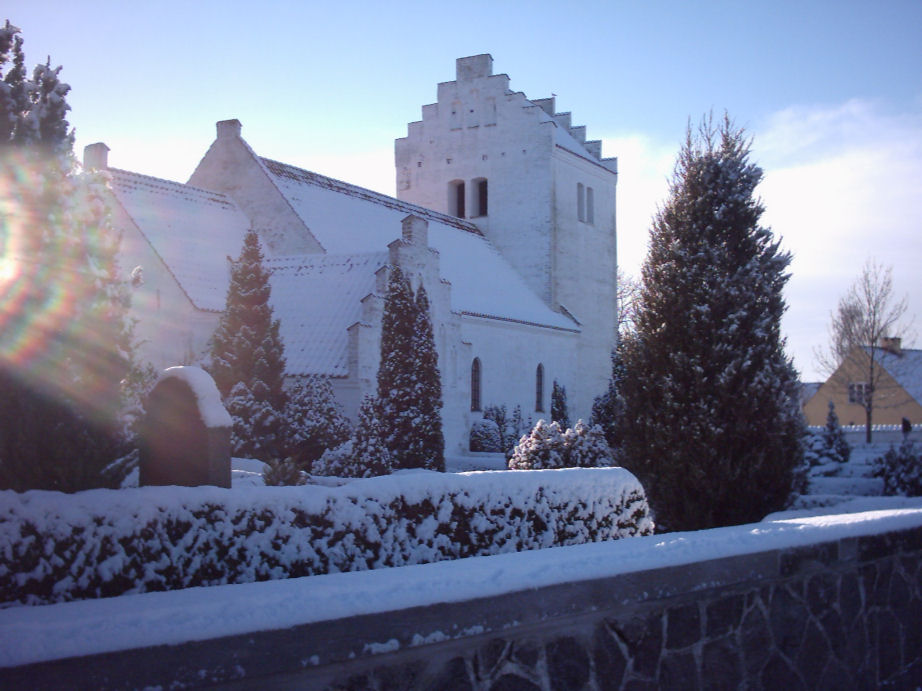
Orø Kirke

ist eine Kirchspielsgemeinde (dän.: Sogn) in Dänemark, welche die Insel Orø sowie einige südlich vorgelagerte unbewohnte kleinere Inseln im Isefjord umfasst.
Bis zum 1. April 1933 gehörte sie zur Harde Horns Herred im Frederiksborg Amt und wurde dann der Tuse Herred im damaligen Holbæk Amt zugeschlagen. Ab 1970 gehörte sie zur Holbæk Kommune im Vestsjællands Amt, die im Zuge der  Kommunalreform zum 1. Januar 2007 in der „neuen“ Holbæk Kommune in der Region Sjælland aufgegangen ist.
Im Kirchspiel leben 1003 Einwohner, davon 260 im Kirchdorf Bybjerg (Stand: 1. Januar 2023).
Im Kirchspiel liegt die Kirche „Orø Kirke“.